# محمد الشاهرودي
محمد الشاهرودي (بالفارسية: سید محمد حسینی شاهرودی) هو رجل دين إيراني، ولد في 1925 في النجف في العراق.